# 마르코프 확률 과정
확률론에서 마르코프 확률 과정(Марков確率過程, 영어: Markov stochastic process)는 현재에 대한 조건부로 과거와 미래가 서로 독립인 확률 과정이다. 즉, 마르코프 확률 과정은 ‘기억하지 않는’ 확률 과정이다. 마르코프 확률 과정에서 미래를 유추하려 한다면, 오직 현재의 값만이 쓸모가 있으며, 과거의 값들은 아무 추가 정보를 제공하지 못한다.

## 정의
다음이 주어졌다고 하자.
- 하계 및 상계를 갖는 전순서 집합 {\displaystyle (T,\leq )}
- 여과 확률 공간 {\displaystyle (\Omega ,{\mathcal {F}}(t),\Pr )_{t\in T}}
- 가측 공간 {\displaystyle E}

순응 확률 과정
{\displaystyle X\colon \Omega \times T\to E}
이 다음 조건을 만족시킨다면, 이를 마르코프 확률 과정이라고 한다.
- 임의의 {\displaystyle 0\leq s\leq t}에 대하여, {\displaystyle X(s)}이 주어졌을 때, {\displaystyle X(t)}는 {\displaystyle {\mathcal {F}}(s)}와 조건부 독립이다. 즉, 임의의 가측 집합 {\displaystyle S\subseteq E}에 대하여, {\displaystyle \Pr(X(t)\in E|{\mathcal {F}}_{s})=\Pr(X(t)\in E|X(s))}이다.

만약 여과 확률 공간이 구체적으로 주어지지 않았다면, 이는 {\displaystyle X} 스스로의 자연 여과 확률 공간을 일컫는다.
다시 말해, {\displaystyle s}를 ‘현재’, {\displaystyle t}를 ‘미래’, {\displaystyle {\mathcal {F}}(s)}를 ‘과거’로 해석할 경우, 현재에 대한 조건부로 미래와 과거는 서로 독립이다.
특히, 만약 {\displaystyle E}가 가산 이산 가측 공간이라고 하자. 그렇다면, 마르코프 확률 과정의 정의는 다음과 같아진다.
- 임의의 시각의 가산 개의 시각 {\displaystyle t_{0}>t_{1}>t_{2}\dotsc >0} 및 {\displaystyle x_{0},x_{1},x_{2},\dotsc \in E}에 대하여, {\displaystyle \Pr(X(t_{0})=x_{0}|X(t_{1})=x_{1},X(t_{2})=x_{2},\dotsc )=\Pr(X(t_{0})=x_{0}|X(t_{1})=x_{1})}이다.

특히, {\displaystyle E}가 가산 이산 가측 공간이며 {\displaystyle T=\mathbb {N} }(자연수의 집합)인 경우를 마르코프 연쇄라고 한다.

### 강한 마르코프 확률 과정
여과 확률 공간 {\displaystyle (\Omega ,{\mathcal {F}}(t))_{t\in [0,\infty ]}} 위의 순응 확률 과정
{\displaystyle X\colon \Omega \times [0,\infty )\to E}
이 다음 조건을 만족시킨다면, 이를 강한 마르코프 확률 과정(영어: strongly Markov stochastic process)이라고 한다.
- 임의의 {\displaystyle t\in [0,\infty )} 및 임의의 정지 시간 {\displaystyle \tau \colon \Omega \to [0,\infty ]}에 대하여, {\displaystyle \tau <\infty } 및 {\displaystyle X(\tau )}의 조건부로, {\displaystyle X(t+\tau )}는 {\displaystyle \{S\in {\mathcal {F}}_{\infty }\colon \forall t\in [0,\infty )\forall s\in (t,\infty )\colon \tau ^{-1}(\{t\})\cap S\in {\mathcal {F}}(s)\}}와 독립이다.

강한 마르코프 확률 과정의 정의에서, 정지 시간을 상수 함수 {\displaystyle \tau =t_{0}}로 놓으면, 이는 마르코프 확률 과정의 정의가 된다. 즉, 모든 강한 마르코프 확률 과정은 마르코프 확률 과정이다. 그러나 그 역은 일반적으로 성립하지 않는다.

## 분류
다음이 주어졌다고 하자.
- 완비 확률 공간 {\displaystyle \Omega }
- 위상 공간 {\displaystyle E}. 그 위에 보렐 시그마 대수 {\displaystyle \operatorname {Borel} (E)}를 부여하자.
- {\displaystyle T\subseteq [0,\infty )}는 덧셈 모노이드이다.

그렇다면, 그 위의 전이 모노이드(轉移monoid, 영어: transition monoid)는 다음과 같은 데이터로 주어진다.
- 임의의 {\displaystyle s,t\in T}, {\displaystyle s\leq t}에 대하여, 함수 {\displaystyle \mu _{st}\colon E\times \operatorname {Borel} (E)\to [0,\infty ]}

이들은 다음 조건을 만족시켜야 한다.
- (가측성) 임의의 {\displaystyle s\leq t} 및 보렐 집합 {\displaystyle S\in \operatorname {Borel} (E)}에 대하여, {\displaystyle \mu _{st}(-,S)}는 가측 함수이다.
- (정규화) 임의의 {\displaystyle s\leq t} 및 {\displaystyle x\in E}에 대하여, {\displaystyle \mu _{st}(x,-)}는 {\displaystyle E} 위의 확률 측도이다.
- (항등원) 임의의 {\displaystyle t\in T}에 대하여, {\displaystyle \mu _{tt}(x,-)=\delta _{x}(-)} (디랙 델타 측도)
- (합성) 임의의 {\displaystyle s\leq t\leq u}에 대하여, {\displaystyle \mu _{su}=\mu _{st}\mu _{tu}}

임의의 마르코프 확률 과정 {\displaystyle X\colon \Omega \times T\to E}에 대하여,
{\displaystyle \operatorname {Law} (X(t))=\nu _{t}\qquad \forall t\in T}
{\displaystyle \Pr(X(t)\in S|{\mathcal {F}}_{t})=\mu _{st}\qquad \forall S\in \operatorname {Borel} (E)}
인 확률 측도의 족
{\displaystyle (\nu _{t})_{t\in T}}
및 전이 모노이드 {\displaystyle (\mu _{st})_{s,t\in T}}가 존재한다. 반대로, 임의의 전이 모노이드 및 확률 측도의 족 {\displaystyle (\nu _{t})_{t\in T}}이 주어졌으며,
{\displaystyle \nu _{s}=\nu _{t}\mu _{ts}}
라면,
{\displaystyle \operatorname {Law} (X(t))=\nu _{t}}
이며
{\displaystyle \operatorname {Law} (X(t_{1}),X(t_{2}),\dotsc ,X(t_{n}))=\nu _{t_{1}}\otimes \mu _{t_{1}t_{2}}\otimes \dotsb \otimes \mu _{t_{n-1}t_{n}}}
이 되는 마르코프 과정 {\displaystyle X}가 존재한다.
여기서 {\displaystyle \operatorname {Law} (-)}는 확률 변수의 법칙(확률 변수가 표본 공간에 유도하는 확률 측도)을 뜻한다.

## 역사
러시아의 수학자 안드레이 마르코프가 1906년에 도입하였다.

## 같이 보기
- 이력 현상
- 마르코프 연쇄
- 마르코프 결정 과정
- 마르코프 모형